# MGM-29 Sergeant

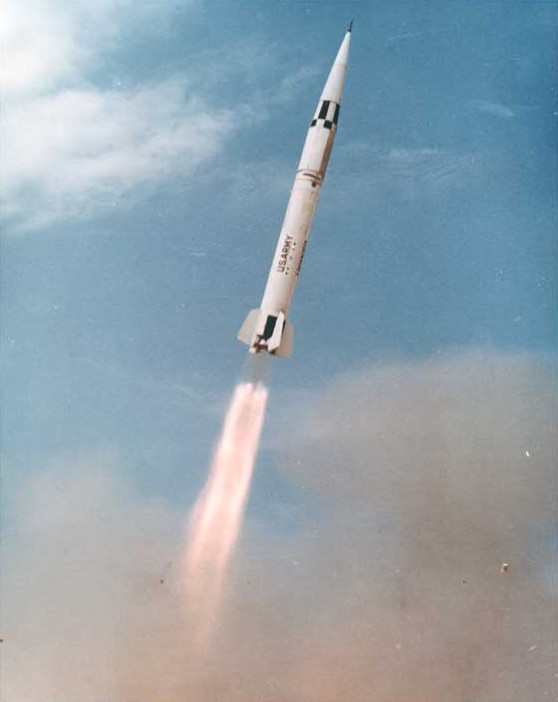

MGM-29 «Сержант» (англ. MGM-29 Sergeant) — американская твердотопливная управляемая тактическая ракета класса «земля-земля», разработанная в Лаборатории реактивного движения. Производство ракет осуществляла компания Sperry Utah Company.
Поступила в Армию США в 1962 году на замену комплексу MGM-5 «Капрал». Установки были развёрнуты в Европе и Южной Корее в 1963 году. В качестве боевой части на ракету устанавливались обычная боеголовка или ядерная боеголовка W52 (М65). Также могла оснащаться биологической боеголовкой M210, однако этот заряд в производство не пошёл. Также планировалось адаптировать для неё химическую боеголовку M212, однако в спецификацию она включена не была. На смену MGM-29 был разработан комплекс MGM-52 «Ланс», последний батальон американской армии, оснащённый MGM-29, расформирован в 1977 году. Комплекс, как правило, прикреплялся к полевой армии задачей «общей поддержки пехоты».
MGM-29 «Сержант» считалась промежуточным этапом в развитии тактических ракет. Она не имела недостатков эксплуатации, присущих жидкостной ракете MGM-5 «Капрал», однако по-прежнему требовала длительной предпусковой подготовки. Комплекс состоял из трёх грузовых автомобилей: пусковой установки, транспортёра и командного пункта. Передислокация комплекса была возможна с помощью кораблей или транспортного самолёта C-130. Более совершенные системы, такие как появившаяся одновременно с «Сержантом» британская ракета Blue Water и более поздняя разработка MGM-52 «Ланс», требовали меньшего времени подготовки.
MGM-29 «Сержант» использовалась в качестве второй ступени ракеты-носителя «Скаут», а дальнейшие разработки на её основе использовались в качестве вторых и третьих ступеней ракеты «Юпитер-С», а также вторых, третьих и четвёртых ступеней ракет-носителей «Юнона-1» и «Юнона-2» (модификация Baby Sergeant с тягой около 6,7 кН).
Твердотопливный двигатель ракеты разработан компанией Thiokol в Редстоунском арсенале. В дальнейшем он стал основой для ракетной ступени «Кастор», использовавшейся на нескольких ракетах-носителях.

## ТТХ
| Характеристика         | MGM-29                                                                                    |
| ---------------------- | ----------------------------------------------------------------------------------------- |
| Минимальная дальность  | 40 км                                                                                     |
| Максимальная дальность | 135 км                                                                                    |
| Длина                  | 10,5 м                                                                                    |
| Диаметр корпуса        | 0,8 м                                                                                     |
| Размах оперения        | 1,8 м                                                                                     |
| Стартовая масса        | 4530 кг                                                                                   |
| Тип двигателя          | твердотопливный                                                                           |
| Тяга двигателя         | 200 кН                                                                                    |
| Боевая часть           | ядерная боеголовка W52 200 кТ биологический заряд (не использовался) обычная боевая часть |

## Операторы
Западная Германия — Сухопутные войска Германии:
- 150-й ракетно-артиллерийский батальон (1964—1976);
- 250-й ракетно-артиллерийский батальон (1964—1976);
- 350-й ракетно-артиллерийский батальон (1964—1976);
- 650-й ракетно-артиллерийский батальон (1965—1976).

 США — Армия США:
- 2-й батальон 30-го полка полевой артиллерии (1963—1975, Виченца, Италия);
- 3-й батальон 38-го полка полевой артиллерии (1962—?, Форт-Силл[англ.]);
- 1-й батальон 68-го полка полевой артиллерии (1964—1970, Западная Германия);
- 5-го батальона 73-го полка полевой артиллерии (1963—1975, Западная Германия);
- 5-й батальон 77-го полка полевой артиллерии (1963—1975, Западная Германия);
- 3-го батальона 80-го полка полевой артиллерии (1964—1970, Западная Германия);
- 3-й батальон 81-го полка полевой артиллерии (1963—1976, Южная Корея)[6]